# 车林端多布
车林端多布（？—？），蒙古族，喀尔喀土谢图汗部后路中右旗人。民国初年政治人物。

## 生平
车林端多布是鄂多台的长子。车林端多布曾随其父鄂多台支持袁世凯称帝，并加入“筹安会”。后来，车林端多布曾加入段祺瑞的“安福俱乐部”，以及纯政治性的社会团体“群治社”。
民国十年（1921年）1月22日，中华民国大总统徐世昌令，晋封车林端多布为辅国公衔。民国十一年（1922年）6月，晋封头等台吉。民国十一年（1922年）2月4日，徐世昌再度下令，准车林端多布袭其父鄂多台的镇国公衔辅国公爵位。同年8月，出任总统府顾问，同年12月被补选为参议院参议员。